# Chevaigné-du-Maine
Chevaigné-du-Maine är en kommun i departementet Mayenne i regionen Pays de la Loire i nordvästra Frankrike. Kommunen ligger i kantonen Couptrain som tillhör arrondissementet Mayenne. År 2022 hade Chevaigné-du-Maine 152 invånare.

## Befolkningsutveckling
Antalet invånare i kommunen Chevaigné-du-Maine
| Referens: INSEE |